# Costa Allegra
O Costa Allegra foi um navio de cruzeiro pertencente a armadora italiana Costa Crociere S.p.A..

## Construção
Foi construído em 1969 como um navio porta-conteiner para a Johnson Lines, foi batizado com o nome de M/S Annie Johnson. Adquirido pela Costa Crociere em 1992 foi praticamente reconstruído e transformado em um navio de cruzeiro. Foi renomeado como Costa Allegra e voltou a navegar em 2001. Passou por uma grande reforma no ano de 2006, e outra em novembro de 2011.

## Acomodações
Este era, até o seu acidente em 27 de fevereiro de 2012, o menor navio da Costa Crociere em operação.
Possui nove pontes, oito destinadas aos passageiros: Van Gogh, Gauguin, Lautrec, Modigliani, Degas, Rousseau, Manet e Solarium.
O Costa Allegra é equipado com 2 piscinas (uma para crianças), 2 jacuzzi, percurso de jogging, centro de fitness e com os espaços Caracalla Spa, Venus Beauty, Lido Rousseau e Solarium. Há três restaurantes, 6 bares, teatro, cassino e discoteca.

## Acidente
O Costa Allegra, com mais de mil pessoas a bordo, que se dirigia de Madagascar às Ilhas Seychelles, encontra-se à deriva no Oceano Índico após ter sofrido um incêndio na casa de máquinas, informou em 27 de fevereiro de 2012 a companhia em um comunicado. Não existem informações de vitimas, e o navio deve ser rebocado para a ilha de Mahé no arquipélago de Seychelles, sengundo autoridades locais.
O navio retornou com recursos próprios ao porto de Savona, aonde foi colocado a venda.